# A5 (motorväg, Bulgarien)
A5 Cherno More (Svarta havet) är en motorväg som byggs i Bulgarien och går mellan Burgas och Varna vid Bulgariens Svarta havskust. Motorvägen är tänkt att ansluta till Hemusmotorvägen (M2) vid Burgas och Trakiamotorvägen (A1) vid Burgas, vilka båda går till huvudstaden Sofia.